# Филип Гелюк
Филип Гелюк (на френски: Philippe Geluck) е белгийски художник (автор на комикси) и актьор (комик).

## Биография
Роден е на 7 май 1954 година в Брюксел в семейството на илюстратор. От 1972 година учи актьрско майсторство в ИНСАС и играе в постановки на Националния театър на Белгия и други брюкселски театри, води детски телевизионни предавания. От 1983 година публикува във всекидневника „Соар“ своята поредица комикси „Котаракът“ („Le Chat“), която му донася широка популярност.